# @cosme
＠cosme（アットコスメ）は、コスメ・美容の総合情報サイト。クチコミだけでなく、美容に関するブログなど、コスメ・美容に関するソーシャルサイトとして1999年12月サービス開始。株式会社アイスタイルが運営している。

## 概要
ユーザーの口コミレビューを中心に、化粧品の情報提供、オリジナル商品の企画などを行っている。投稿された口コミの総数は2012年時点で約900万件。利用者は20代の女性が中心である。
Yahoo!ビューティー、MSNビューティスタイル、朝日新聞アスパラクラブなどと提携し、口コミやランキング情報の提供を行っている。
他に、ウェブサイトと連携した化粧品小売店「＠cosme store（アットコスメストア）」を東京都新宿や渋谷銀座池袋などで展開している。

## 主なコンテンツ
商品・クチコミ検索
キーワードやブランド、カテゴリなどから商品の検索が出来る。
→クチコミ者の年代や肌質で絞り込むなど細かい条件設定が可能。
→商品のスペックやクチコミの情報がわかる
ランキング
カテゴリやブランド別など人気の商品をランキングで表示。
ビューティーニュース
新商品情報や、化粧品メーカーのイベント情報など。
特集企画
オリジナル商品の企画や＠cosmeのイベント情報、コラム。
コミュニティ
趣味、嗜好、属性などのテーマごとにユーザーが自由にコミュニティを作成し、コミュニティ掲示板でコメントをやり取りしたり、参加メンバーの情報を見ることが出来る。

## テレビ番組
- 日経スペシャル ガイアの夜明け 膨張!クチコミ巨大市場 ～ネット時代の消費革命～（2006年1月24日、テレビ東京）[5]

## 関連書籍
公式ガイドブック（＠cosme official book）
2003年より年1回刊行されている。以下に過去に刊行されたものの一部を示す。
- 『@cosme公式ガイドブック クチコミランキング2009年版 120万人が選んだコスメ』　講談社MOOK（2009年3月10日）
- 『本当に良かったコスメ467 [2008年版]-@cosme official mookクチコミランキング2008年版』講談社MOOK（2008年4月）

## 外部サイト
- ＠cosme
- cosmeet（コスミート） - 化粧品・美容情報の検索。
- ＠cosme ランキング - 化粧品・美容関連の最新トレンドランキング。
- ＠BEAUTIST（ビューティスト）　- 化粧品・美容関連のブログサイト。
- chieco（チエコ）　- 化粧品・美容関連のQAサイト。
- コスメ・コム（cosme.com） - 化粧品のショッピングサイト。
- アットコスメキャリア（@cosme Career） - 化粧品・美容業界専門の求人サイト。